# Armando Manzo
Armando Manzo Ponce (n. Ciudad de México, México, 16 de octubre de 1958) es un exfutbolista mexicano, que jugaba en la posición de defensa. Fue internacional con la Selección Mexicana de Fútbol en 38 ocasiones, participando de la Copa del Mundo de México 1986. Es además un jugador plenamente identificado con el América de su país, con el cual ganó muchos títulos locales, en la década de los 80'.

## Clubes
| Club                    | País   | Año         |
| ----------------------- | ------ | ----------- |
| Tampico A.C.            | México | 1978 - 1979 |
| América                 | México | 1979 - 1987 |
| Necaxa                  | México | 1987 - 1988 |
| Cobras de Ciudad Juárez | México | 1988 - 1989 |
| Monterrey               | México | 1989 - 1991 |